# Stazione di Ancona Marittima
Stazione di Ancona Marittima 2015-ben bezárt vasútállomás Olaszországban, Marche régióban, Ancona településen.

## Vasútvonalak
Az állomást az alábbi vasútvonalak érintették:
- Ancona–Ancona Marittima-vasútvonal

## Kapcsolódó állomások
A vasútállomáshoz az alábbi állomások vannak a legközelebb: 
- Stazione di Ancona